# Панайотис Папанаум
Панайотис Папанаум (на гръцки: Παναγιώτης Παπαναούμ) е гръцки инженер, политик и писател от XIX век.

## Биография
Роден е в 1810 година в западномакедонския град Костур, който тогава е в Османската империя. Още съвсем малък се мести в Лайпциг в 1822 година при брат си Константин, където трябва да изучава кожухарство. В Лайпциг завършва средно образование и след това учи във Военното инженерно училище в Берлин, специалност „Укрепления и мостове“. През 1834 година става офицер от Пруската армия. Участва в инфраструктурни проекти в Гърция и прави градоустройствените планове на градовете Итеа и Аталанти, убежището на множество македонски бежанци.
Панайотис Папанаум става гръцки консул в Лайпциг след оставката на брат му Константин в 1852 година. Панайотис Папанаум е гръцки консул в Солун от 1861 до 1862 година.

## Трудове
Автор е на преводи, автобиография и други трудове.
- Ενιαύσιος Περίοδος του Ναπολεόντιου Βίου (1846), превод
- Διάλογος δύο φίλων περί των κοινών της Ελλάδος ιδίως της Ευρώπης πραγμάτων (1851)
- Το αδαμάντινον δακτυλίδιον (1856)
- Αυτοβιογραφία (1871)[1]